# Élections législatives de 2017 dans le Doubs
Les élections législatives françaises de 2017 se déroulent les 11 et 18 juin 2017. Dans le département du Doubs, cinq députés sont à élire, à raison de un pour chacune des cinq circonscriptions législatives du département. Lors de ce scrutin 4 circonscriptions sur les 5 ont élu un député avec l'étiquette « Majorité présidentielle ».

## Élus
| Circonscription                                 | Député sortant   | Parti | Parti | Député élu ou réélu | Parti | Parti |
| ----------------------------------------------- | ---------------- | ----- | ----- | ------------------- | ----- | ----- |
| 1re                                             | Barbara Romagnan |       | PS    | Fannette Charvier   |       | LREM  |
| 2e                                              | Éric Alauzet     |       | EELV  | Éric Alauzet        |       | LREM  |
| 3e                                              | Marcel Bonnot*   |       | LR    | Denis Sommer        |       | LREM  |
| 4e                                              | Frédéric Barbier |       | PS    | Frédéric Barbier    |       | LREM  |
| 5e                                              | Annie Genevard   |       | LR    | Annie Genevard      |       | LR    |
| * député sortant ne se représentant pas en 2017 |                  |       |       |                     |       |       |

## Rappel des résultats départementaux des élections de 2012
| Parti          | Parti                                     | Premier tour | Premier tour | Second tour | Second tour | Sièges |
| Parti          | Parti                                     | Voix         | %            | Voix        | %           | Sièges |
| -------------- | ----------------------------------------- | ------------ | ------------ | ----------- | ----------- | ------ |
|                | Parti socialiste                          | 57 702       | 26,67        | 76 714      | 36,92       | 2      |
|                | Europe Écologie Les Verts                 | 20 509       | 9,48         | 23 232      | 11,18       | 1      |
|                | Divers gauche dont MRC                    | 1 642        | 0,76         |             |             | 0      |
|                | Majorité présidentielle                   | 79 853       | 36,91        | 99 946      | 48,10       | 3      |
|                |                                           |              |              |             |             |        |
|                | Union pour un mouvement populaire         | 73 669       | 34,06        | 98 269      | 47,29       | 2      |
|                | Parti radical                             | 7 000        | 3,24         |             |             | 0      |
|                | Divers droite dont DLR et PCD             | 2 439        | 1,13         | 0           |             |        |
|                | Droite parlementaire                      | 83 108       | 38,42        | 98 269      | 47,29       | 2      |
|                |                                           |              |              |             |             |        |
|                | Front national                            | 32 850       | 15,19        | 9 581       | 4,61        | 0      |
|                | Front de gauche                           | 11 623       | 5,37         |             |             | 0      |
|                | Mouvement démocrate                       | 3 411        | 1,58         | 0           |             |        |
|                | Divers écologiste dont LT-LNÉ, MÉI et AÉI | 2 491        | 1,15         | 0           |             |        |
|                | Extrême gauche dont LO, NPA et POI        | 2 228        | 1,03         | 0           |             |        |
|                | Divers                                    | 758          | 0,35         | 0           |             |        |
|                |                                           |              |              |             |             |        |
| Inscrits       | Inscrits                                  | 359 533      | 100,00       | 359 478     | 100,00      | 5      |
| Abstentions    | Abstentions                               | 139 939      | 38,92        | 145 494     | 40,47       |        |
| Votants        | Votants                                   | 219 594      | 61,08        | 213 984     | 59,53       |        |
| Blancs et nuls | Blancs et nuls                            | 3 272        | 1,49         | 6 188       | 2,89        |        |
| Exprimés       | Exprimés                                  | 216 322      | 98,51        | 207 796     | 97,11       |        |

## Résultats

### Résultats à l'échelle du département
|                                           |                           |                           |                           |                          |                          |
|                                           |                           | Premier tour 11 juin 2017 | Premier tour 11 juin 2017 | Second tour 18 juin 2017 | Second tour 18 juin 2017 |
|                                           |                           |                           |                           |                          |                          |
|                                           |                           | Nombre                    | % des inscrits            | Nombre                   | % des inscrits           |
| Inscrits                                  | Inscrits                  | 368 412                   | 100,00                    | 368 383                  | 100,00                   |
| Abstentions                               | Abstentions               | 183 872                   | 49,91                     | 204 522                  | 55,52                    |
| Votants                                   | Votants                   | 184 540                   | 50,09                     | 163 861                  | 44,48                    |
|                                           |                           |                           | % des votants             |                          | % des votants            |
| Bulletins blancs                          | Bulletins blancs          | 2 836                     | 1,54                      | 11 312                   | 6,90                     |
| Bulletins nuls                            | Bulletins nuls            | 1 402                     | 0,76                      | 4 945                    | 3,02                     |
| Suffrages exprimés                        | Suffrages exprimés        | 180 302                   | 97,70                     | 147 604                  | 90,08                    |
|                                           |                           |                           |                           |                          |                          |
| Étiquette politique                       | Étiquette politique       | Voix                      | % des exprimés            | Voix                     | % des exprimés           |
|                                           |                           |                           |                           |                          |                          |
|                                           | La République en marche   | 63 785                    | 35,38                     | 78 273                   | 53,03                    |
|                                           | Les Républicains          | 42 766                    | 23,72                     | 46 302                   | 31,37                    |
|                                           | Front national            | 27 233                    | 15,10                     | 9 860                    | 6,68                     |
|                                           | La France insoumise       | 19 007                    | 10,54                     |                          |                          |
|                                           | Parti socialiste          | 7 753                     | 4,30                      | 13 169                   | 8,92                     |
|                                           | Divers                    | 4 597                     | 2,55                      |                          |                          |
|                                           | Parti communiste français | 3 833                     | 2,13                      |                          |                          |
|                                           | Europe Écologie Les Verts | 3 621                     | 2,01                      |                          |                          |
|                                           | Écologiste                | 2 723                     | 1,51                      |                          |                          |
|                                           | Divers droite             | 1 940                     | 1,08                      |                          |                          |
|                                           | Extrême gauche            | 1 649                     | 0,91                      |                          |                          |
|                                           | Debout la France          | 1 395                     | 0,77                      |                          |                          |
| Source : Ministère de l'Intérieur - Doubs |                           |                           |                           |                          |                          |

### Résultats par circonscription

#### Première circonscription
Députée sortante : Barbara Romagnan (Parti socialiste) élue en 2012 est candidate pour un second mandat. Elle est députée frondeuse investie par le PS, soutenue par le PCF et EÉLV. Quelques jours avant le second tour, le 15 juin 2017, elle reçoit le soutien officiel de Jean-Luc Mélenchon qui a appelé à voter pour les députés PS qui avaient voté en faveur des motions de censures sur la loi Macron ou la loi El Khomri. Son adversaire Fannette Charvier (LREM) est quant à elle soutenue par le Premier ministre Édouard Philippe.
|                                                                       | |                           |                           |                          |                          |
|                                                                       | | Premier tour 11 juin 2017 | Premier tour 11 juin 2017 | Second tour 18 juin 2017 | Second tour 18 juin 2017 |
|                                                                       | |                           |                           |                          |                          |
|                                                                       | | Nombre                    | % des inscrits            | Nombre                   | % des inscrits           |
| Inscrits                                                              | Inscrits | 75 269                    | 100,00                    | 75 240                   | 100,00                   |
| Abstentions                                                           | Abstentions | 38 001                    | 50,49                     | 43 352                   | 57,62                    |
| Votants                                                               | Votants | 37 268                    | 49,51                     | 31 888                   | 42,38                    |
|                                                                       | |                           | % des votants             |                          | % des votants            |
| Bulletins blancs                                                      | Bulletins blancs | 442                       | 1,19                      | 2 494                    | 7,82                     |
| Bulletins nuls                                                        | Bulletins nuls | 323                       | 0,87                      | 1 082                    | 3,39                     |
| Suffrages exprimés                                                    | Suffrages exprimés | 36 503                    | 97,95                     | 28 312                   | 88,79                    |
|                                                                       | |                           |                           |                          |                          |
| Étiquette politique                                                   | Étiquette politique | Voix                      | % des exprimés            | Voix                     | % des exprimés           |
|                                                                       | |                           |                           |                          |                          |
|                                                                       | Fannette Charvier La République en marche                                                                                   | 10 902                    | 29,87                     | 15 143                   | 53,49                    |
|                                                                       | Barbara Romagnan (députée sortante) Parti socialiste (Europe Écologie Les Verts - Parti communiste français)                | 5 854                     | 16,04                     | 13 169                   | 46,51                    |
|                                                                       | Françoise Branget Les Républicains (Union des démocrates et indépendants - Chasse, pêche, nature et traditions)             | 5 170                     | 14,16                     |                          |                          |
|                                                                       | Anna Romano Front national                                                                                                  | 4 564                     | 12,50                     |                          |                          |
|                                                                       | Habiba Delacour La France insoumise                                                                                         | 4 238                     | 11,61                     |                          |                          |
|                                                                       | Laurent Croizier Divers (Mouvement démocrate)                                                                               | 1 964                     | 5,38                      |                          |                          |
|                                                                       | Pascal Routhier Divers droite                                                                                               | 1 940                     | 5,31                      |                          |                          |
|                                                                       | Claudine François-Wilser Écologiste (Mouvement écologiste indépendant - Confédération pour l'homme, l'animal et la planète) | 546                       | 1,50                      |                          |                          |
|                                                                       | Alain Robert Écologiste (Mouvement 100 %)                                                                                   | 399                       | 1,09                      |                          |                          |
|                                                                       | Kevin Meillet Divers (Parti animaliste)                                                                                     | 363                       | 0,99                      |                          |                          |
|                                                                       | Nicole Friess Lutte ouvrière                                                                                                | 301                       | 0,82                      |                          |                          |
|                                                                       | Emmanuel Guerrin Divers (Union populaire républicaine)                                                                      | 262                       | 0,72                      |                          |                          |
| Source : Ministère de l'Intérieur - Première circonscription du Doubs | |                           |                           |                          |                          |

#### Deuxième circonscription
Député sortant : Éric Alauzet (La République en marche) élu en 2012 sous l'étiquette Europe Écologie Les Verts et soutenu par le Parti socialiste est candidat pour un second mandat. La double investiture PS et EÉLV lui est retirée lors de sa campagne de 2017 mais pas le soutien de ces deux partis. En effet Éric Alauzet a annoncé avoir l'intention de siéger dans la majorité présidentielle. Il s'affirme écologiste et de gauche et est soutenu par La République en marche qui ne présente aucun candidat face à lui.
|                                                                       | |                           |                           |                          |                          |
|                                                                       | | Premier tour 11 juin 2017 | Premier tour 11 juin 2017 | Second tour 18 juin 2017 | Second tour 18 juin 2017 |
|                                                                       | |                           |                           |                          |                          |
|                                                                       | | Nombre                    | % des inscrits            | Nombre                   | % des inscrits           |
| Inscrits                                                              | Inscrits | 78 378                    | 100,00                    | 78 394                   | 100,00                   |
| Abstentions                                                           | Abstentions | 37 552                    | 47,91                     | 43 335                   | 55,28                    |
| Votants                                                               | Votants | 40 826                    | 52,09                     | 35 059                   | 44,72                    |
|                                                                       | |                           | % des votants             |                          | % des votants            |
| Bulletins blancs                                                      | Bulletins blancs                                                                                                  | 680                       | 1,67                      | 2 448                    | 6,98                     |
| Bulletins nuls                                                        | Bulletins nuls | 327                       | 0,80                      | 979                      | 2,79                     |
| Suffrages exprimés                                                    | Suffrages exprimés                                                                                                | 39 819                    | 97,53                     | 31 632                   | 90,23                    |
|                                                                       | |                           |                           |                          |                          |
| Étiquette politique                                                   | Étiquette politique                                                                                               | Voix                      | % des exprimés            | Voix                     | % des exprimés           |
|                                                                       | |                           |                           |                          |                          |
|                                                                       | Éric Alauzet (député sortant) Écologiste (Europe Écologie Les Verts diss. - La République en marche)              | 16 894                    | 42,43                     | 19 672                   | 62,19                    |
|                                                                       | Ludovic Fagaut Les Républicains (Union des démocrates et indépendants)                                            | 8 353                     | 20,98                     | 11 960                   | 37,81                    |
|                                                                       | Claire Arnoux La France insoumise                                                                                 | 4 950                     | 12,43                     |                          |                          |
|                                                                       | Julien Acard Front national                                                                                       | 4 509                     | 11,32                     |                          |                          |
|                                                                       | Christophe Lime Parti communiste français                                                                         | 2 725                     | 6,84                      |                          |                          |
|                                                                       | Alain François Écologiste (Mouvement écologiste indépendant - Confédération pour l'homme, l'animal et la planète) | 737                       | 1,85                      |                          |                          |
|                                                                       | Jean-Claude Chomette Debout la France                                                                             | 653                       | 1,64                      |                          |                          |
|                                                                       | Nadine de Maio Divers (Parti animaliste)                                                                          | 334                       | 0,84                      |                          |                          |
|                                                                       | Christine Latournerie Divers (Union populaire républicaine)                                                       | 292                       | 0,73                      |                          |                          |
|                                                                       | Fabrice Delcambre Lutte ouvrière                                                                                  | 241                       | 0,61                      |                          |                          |
|                                                                       | José Da Cruz Divers (Résistons)                                                                                   | 131                       | 0,33                      |                          |                          |
| Source : Ministère de l'Intérieur - Deuxième circonscription du Doubs | |                           |                           |                          |                          |

#### Troisième circonscription
Député sortant : Marcel Bonnot (Les Républicains).
|                                                                        |                                                                              |                           |                           |                          |                          |
|                                                                        |                                                                              | Premier tour 11 juin 2017 | Premier tour 11 juin 2017 | Second tour 18 juin 2017 | Second tour 18 juin 2017 |
|                                                                        |                                                                              |                           |                           |                          |                          |
|                                                                        |                                                                              | Nombre                    | % des inscrits            | Nombre                   | % des inscrits           |
| Inscrits                                                               | Inscrits                                                                     | 65 926                    | 100,00                    | 65 923                   | 100,00                   |
| Abstentions                                                            | Abstentions                                                                  | 33 366                    | 50,61                     | 36 906                   | 55,98                    |
| Votants                                                                | Votants                                                                      | 32 560                    | 49,39                     | 29 017                   | 44,02                    |
|                                                                        |                                                                              |                           | % des votants             |                          | % des votants            |
| Bulletins blancs                                                       | Bulletins blancs                                                             | 576                       | 1,77                      | 2 477                    | 8,54                     |
| Bulletins nuls                                                         | Bulletins nuls                                                               | 242                       | 0,74                      | 1 067                    | 3,68                     |
| Suffrages exprimés                                                     | Suffrages exprimés                                                           | 31 742                    | 97,49                     | 25 473                   | 87,79                    |
|                                                                        |                                                                              |                           |                           |                          |                          |
| Étiquette politique                                                    | Étiquette politique                                                          | Voix                      | % des exprimés            | Voix                     | % des exprimés           |
|                                                                        |                                                                              |                           |                           |                          |                          |
|                                                                        | Denis Sommer La République en marche                                         | 10 737                    | 33,83                     | 12 943                   | 50,81                    |
|                                                                        | Frédéric Cartier Les Républicains (Union des démocrates et indépendants)     | 7 950                     | 25,05                     | 12 530                   | 49,19                    |
|                                                                        | Loup Viallet Front national                                                  | 6 350                     | 20,01                     |                          |                          |
|                                                                        | Christophe Espolio La France insoumise                                       | 2 900                     | 9,14                      |                          |                          |
|                                                                        | Sidonie Marchal Parti socialiste                                             | 1 899                     | 5,98                      |                          |                          |
|                                                                        | Odile Joannès Europe Écologie Les Verts                                      | 848                       | 2,67                      |                          |                          |
|                                                                        | Bruno Patois Écologiste (Mouvement 100 % - Alliance écologiste indépendante) | 413                       | 1,30                      |                          |                          |
|                                                                        | Christian Driano Lutte ouvrière                                              | 392                       | 1,23                      |                          |                          |
|                                                                        | Karine Comas Divers (Union populaire républicaine)                           | 253                       | 0,80                      |                          |                          |
| Source : Ministère de l'Intérieur - Troisième circonscription du Doubs |                                                                              |                           |                           |                          |                          |

#### Quatrième circonscription
Député sortant : Frédéric Barbier (Parti socialiste) est candidat à sa réélection. En 2015, à la suite du départ de Pierre Moscovici à la Commission européenne,  il avait remporté son siège dans le cadre d'une élection partielle face à la candidate du FN, Sophie Montel.
|                                                                        | |                           |                           |                          |                          |
|                                                                        | | Premier tour 11 juin 2017 | Premier tour 11 juin 2017 | Second tour 18 juin 2017 | Second tour 18 juin 2017 |
|                                                                        | |                           |                           |                          |                          |
|                                                                        | | Nombre                    | % des inscrits            | Nombre                   | % des inscrits           |
| Inscrits                                                               | Inscrits                                                                                                   | 66 869                    | 100,00                    | 66 862                   | 100,00                   |
| Abstentions                                                            | Abstentions                                                                                                | 35 279                    | 52,76                     | 38 317                   | 57,31                    |
| Votants                                                                | Votants | 31 590                    | 47,24                     | 28 545                   | 42,69                    |
|                                                                        | |                           | % des votants             |                          | % des votants            |
| Bulletins blancs                                                       | Bulletins blancs                                                                                           | 581                       | 1,84                      | 1 940                    | 6,80                     |
| Bulletins nuls                                                         | Bulletins nuls                                                                                             | 257                       | 0,81                      | 904                      | 3,17                     |
| Suffrages exprimés                                                     | Suffrages exprimés                                                                                         | 30 752                    | 97,35                     | 25 701                   | 90,04                    |
|                                                                        | |                           |                           |                          |                          |
| Étiquette politique                                                    | Étiquette politique                                                                                        | Voix                      | % des exprimés            | Voix                     | % des exprimés           |
|                                                                        | |                           |                           |                          |                          |
|                                                                        | Frédéric Barbier (député sortant) La République en marche (Parti socialiste)                               | 11 524                    | 37,47                     | 15 841                   | 61,64                    |
|                                                                        | Sophie Montel Front national                                                                               | 7 409                     | 24,09                     | 9 860                    | 38,36                    |
|                                                                        | Valère Nedey Les Républicains (Union des démocrates et indépendants - Chasse, pêche, nature et traditions) | 5 325                     | 17,32                     |                          |                          |
|                                                                        | Nadia Barznica La France insoumise                                                                         | 3 287                     | 10,69                     |                          |                          |
|                                                                        | Anna Maillard Europe Écologie Les Verts                                                                    | 1 141                     | 3,71                      |                          |                          |
|                                                                        | Christine Besançon Debout la France                                                                        | 742                       | 2,41                      |                          |                          |
|                                                                        | Corinne Riquet Parti communiste français                                                                   | 528                       | 1,72                      |                          |                          |
|                                                                        | Michel Treppo Lutte ouvrière                                                                               | 327                       | 1,06                      |                          |                          |
|                                                                        | Gaëlle Pierron Divers (Union populaire républicaine)                                                       | 230                       | 0,75                      |                          |                          |
|                                                                        | Yusuf Cetin Divers (Parti égalité et justice)                                                              | 120                       | 0,39                      |                          |                          |
|                                                                        | Antonio Sanchez Extrême gauche (Communistes)                                                               | 119                       | 0,39                      |                          |                          |
| Source : Ministère de l'Intérieur - Quatrième circonscription du Doubs | |                           |                           |                          |                          |

#### Cinquième circonscription
Député sortant : Annie Genevard (Les Républicains) élue en 2012 est candidate à un second mandat. La 5° circonscription du Doubs a la particularité d'être la seule circonscription du Doubs à avoir porté François Fillon largement en tête de l'élection présidentielle au premier tour. Bien que cette circonscription soit considérée depuis longtemps comme une « chasse gardée » de la droite, c'est la 1ère fois qu'un député sortant du Haut-Doubs voit un écart de voix aussi serré avec son adversaire en vue du second tour (2000 voix seulement alors qu'en 2012 l'écart de voix entre Annie Genevard et Lilianne Luchesi était de 8000 voix).
|                                                                        | |                           |                           |                          |                          |
|                                                                        | | Premier tour 11 juin 2017 | Premier tour 11 juin 2017 | Second tour 18 juin 2017 | Second tour 18 juin 2017 |
|                                                                        | |                           |                           |                          |                          |
|                                                                        | | Nombre                    | % des inscrits            | Nombre                   | % des inscrits           |
| Inscrits                                                               | Inscrits                                                                                           | 81 970                    | 100,00                    | 81 964                   | 100,00                   |
| Abstentions                                                            | Abstentions                                                                                        | 39 674                    | 48,40                     | 42 612                   | 51,99                    |
| Votants                                                                | Votants                                                                                            | 42 296                    | 51,60                     | 39 352                   | 48,01                    |
|                                                                        | |                           | % des votants             |                          | % des votants            |
| Bulletins blancs                                                       | Bulletins blancs                                                                                   | 557                       | 1,32                      | 1 953                    | 4,96                     |
| Bulletins nuls                                                         | Bulletins nuls                                                                                     | 253                       | 0,60                      | 913                      | 2,32                     |
| Suffrages exprimés                                                     | Suffrages exprimés                                                                                 | 41 486                    | 98,08                     | 36 486                   | 92,72                    |
|                                                                        | |                           |                           |                          |                          |
| Étiquette politique                                                    | Étiquette politique                                                                                | Voix                      | % des exprimés            | Voix                     | % des exprimés           |
|                                                                        | |                           |                           |                          |                          |
|                                                                        | Annie Genevard (députée sortante) Les Républicains (Union des démocrates et indépendants)          | 15 968                    | 38,49                     | 21 812                   | 59,78                    |
|                                                                        | Sylvie Le Hir La République en marche                                                              | 13 728                    | 33,09                     | 14 674                   | 40,22                    |
|                                                                        | Jérémy Navion Front national                                                                       | 4 401                     | 10,61                     |                          |                          |
|                                                                        | Martine Ludi La France insoumise                                                                   | 3 632                     | 8,75                      |                          |                          |
|                                                                        | Anthony Poulin Europe Écologie Les Verts                                                           | 1 632                     | 3,93                      |                          |                          |
|                                                                        | Jean-Marie Pietoukhoff Écologiste (Le Trèfle - Confédération pour l'homme, l'animal et la planète) | 628                       | 1,51                      |                          |                          |
|                                                                        | Évelyne Ternant Parti communiste français                                                          | 580                       | 1,40                      |                          |                          |
|                                                                        | Yannick Ardiet Divers (Union populaire républicaine)                                               | 350                       | 0,84                      |                          |                          |
|                                                                        | Emmanuel Chabeuf Divers (Parti animaliste)                                                         | 298                       | 0,72                      |                          |                          |
|                                                                        | Myriam Springaux Lutte ouvrière                                                                    | 269                       | 0,65                      |                          |                          |
| Source : Ministère de l'Intérieur - Cinquième circonscription du Doubs | |                           |                           |                          |                          |